# HD 38804
HD 38804，又名CD-28 2449，SAO 170836、HR 2005，是一颗恒星，视星等为6.22，位于銀經233.45，銀緯-25.79，其B1900.0坐标为赤經5h 43m 10.1s，赤緯-28° -25.79′ 31″。